# Eques
Der Ausdruck Eques (Plural Equites), vollständig eques Romanus (deutsch ‚(römischer) Reiter‘; traditionell als „Ritter“ übersetzt; von lateinisch equus ‚Pferd‘) bezeichnete im römischen Reich das Mitglied des equester ordo, eines mit besonderen Vorrechten ausgestatteten Standes.

## Einordnung in die gesellschaftliche Hierarchie
Der Stand der Equites (ordo equester) kam in der gesellschaftlichen Rangfolge nach dem Senatorenstand (ordo senatorius) und etablierte sich im Verlauf der späten Republik als eigener Stand. In der Zeit der Römischen Republik bestellten die Zensoren die Equites, später auch der Kaiser. Voraussetzung dafür war wahrscheinlich seit dem zweiten Punischen Krieg ein Mindestzensus von 400.000 Sesterzen sowie körperliche und moralische Eignung.
Die Equites waren ursprünglich zunächst römische Bürger, die im Kriegsfall ihren Militärdienst zu Pferde ausübten. Den so genannten equites equo publico (Reiter mit staatlichem Pferd) wurde Geld für den Ankauf eines Pferdes gestellt. Für den Unterhalt des Pferdes und dessen Ausrüstung (Pferdegeschirr als römische Militärausrüstung) erhielten die Equites ebenfalls Geld, das sogenannte aes equestre. Zudem gab es equites equo privato (Reiter mit privatem Pferd), die das Tier und die Ausrüstung selber aufbringen mussten, deren Rolle im Militärwesen jedoch untergeordnet war und schlecht zu fassen ist.
Die Zugehörigkeit zum Ritter- und Senatorenstand war prinzipiell nicht erblich, de facto war der Aufstieg in die Nobilität als homo novus aus einer Familie ohne senatorische Vorfahren selten. Nach der Bekleidung eines entsprechenden Amtes wurde man in den Senat aufgenommen und gehörte fortan dem Senatorenstand an.
Daneben bestand die rein militärische Bedeutung des Wortes eques fort, das den Reiter einer Hilfstruppeneinheit oder Legion bezeichnen konnte. Weiterhin gab es berittene Gladiatoren, die ebenfalls als equites bezeichnet wurden.

## Entwicklung

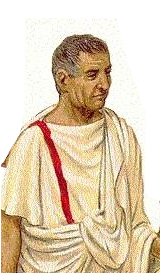
Ein römischer Ritter trägt eine Tunika mit einem angusticlavus.

In der Frühzeit der Republik dienten wahrscheinlich die reichsten Bürger, die sich ein eigenes Pferd und die dazugehörige Ausrüstung leisten konnten, als Reiter im Heer. Ihre militärische Rolle verschwand spätestens im 4. Jahrhundert v. Chr., die Equites blieben aber eine politisch herausgehobene Gruppe.
In der späteren Republik, als die Lex Claudia de nave senatorum Senatoren 218 v. Chr. verbot, Handelsgeschäfte auszuüben, betätigten sich viele Equites wirtschaftlich, beispielsweise durch die Übernahme von Staatsaufträgen (publicani); nicht selten fungierten sie dabei auch als Strohmänner für Senatoren. Politische Bedeutung erlangten die Ritter vor allem seit Gaius Sempronius Gracchus, der 122 v. Chr. versuchte, die Equites als Gegengewicht gegen den Senat aufzubauen, und sie mit richterlichen Aufgaben betraute, bei denen sie teils auch über Senatoren urteilten.
Auch für Equites, die nicht der Nobilität angehörten, war es aufgrund ihres Vermögens und ihrer Beziehungen im Gegensatz zu den „gewöhnlichen“ Bürgern einfacher, in politische Ämter zu gelangen, deren Bekleidung mit einem Aufstieg in den Senat verbunden war. Solche Personen, die wie Marcus Tullius Cicero als erste ihrer Familie in den Rang eines Konsuls gelangten, wurden homines novi (Singular homo novus ‚neuer Mann‘) genannt.
Bis zu Augustus war aber auch jeder Angehörige einer senatorischen Familie solange ein Ritter, bis ihm die Aufnahme in den Senat gelang – erst in der Kaiserzeit gab es eine formale Trennung von ordo senatorius und equester ordo.

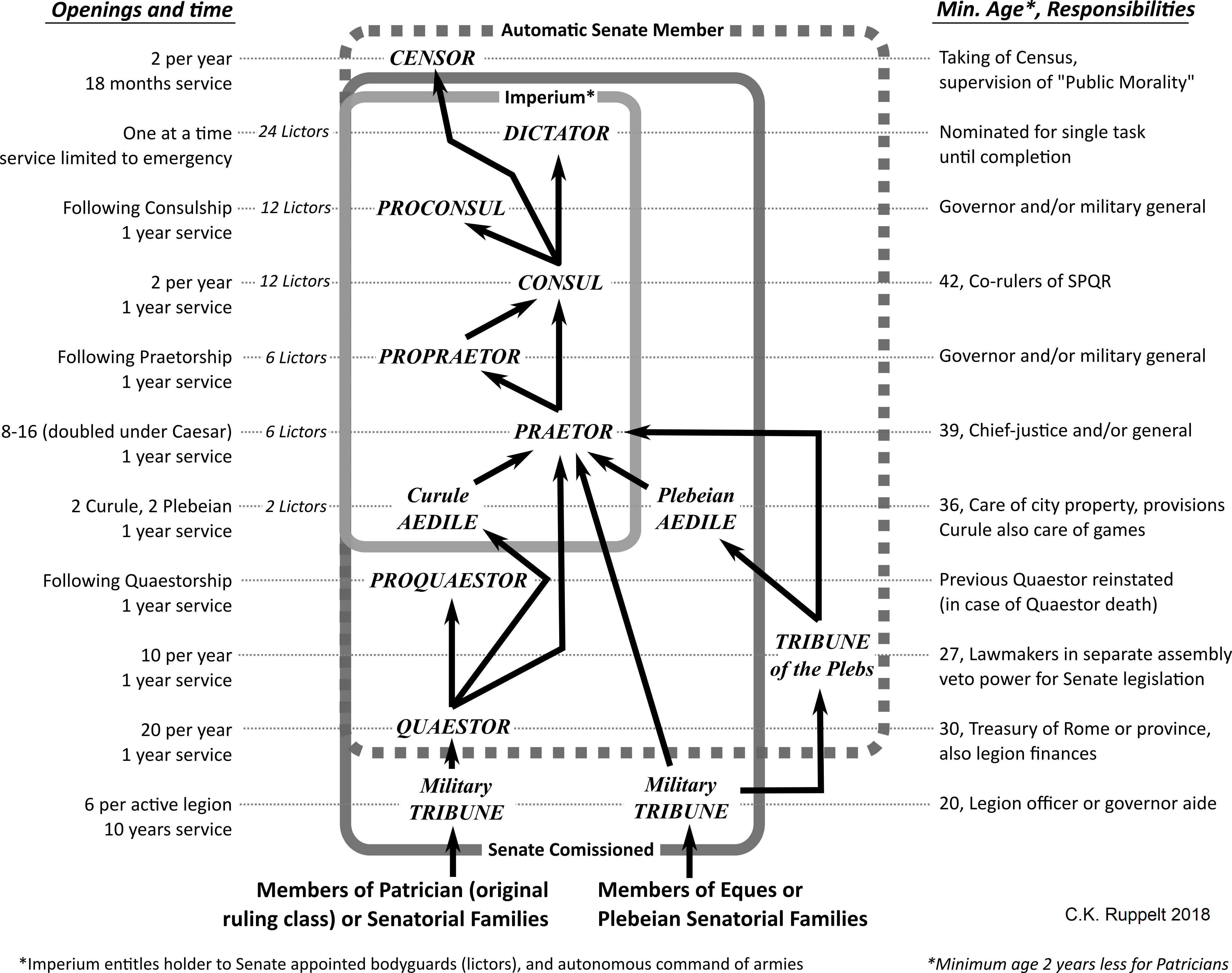
Allgemeine schematische Darstellung der Karrierewege und Positionen im Cursus honorum zur Zeit von Gaius Iulius Caesars Aufstieg im 1. Jahrhundert v. Chr.

In der beginnenden Kaiserzeit (Prinzipat) wurden die Equites so zu einem klar abgegrenzten Stand mit einem Mindestcensus von 400.000 Sesterzen und Standesabzeichen (Ritterring, anulus aureus; schmaler Purpursaum an der Tunika, der so genannte angustus clavus). Angehörige des equester ordo übten herausgehobene Tätigkeiten in Verwaltung und Militär aus; die meisten Spitzenpositionen blieben den Senatoren vorbehalten, doch waren sowohl die Prätorianerpräfekten als auch der praefectus Aegypti in der Regel Ritter. Bekannte Angehörige dieses Standes in der Zeit des Prinzipats waren unter anderem Vergil, Ovid, Pontius Pilatus, Seian, Plinius der Ältere, Sueton und Timesitheus. Auch der cheruskische Stammesfürst Arminius wurde in den Ritterstand aufgenommen.
Im Verlauf des 1. und 2. Jahrhunderts n. Chr. nahm die Bedeutung der Ritter speziell innerhalb der kaiserlichen Verwaltung zu. Seit Septimius Severus veränderte sich der Charakter des Ritterstandes dann zunehmend: Fortan konnte man über eine militärische Laufbahn zum Ritter werden. Nicht wenigen dieser „neuen“ Ritter gelang ein Aufstieg in den Senat, seit Macrinus gelangten einige sogar auf den Thron, der bis dahin nur für ehemalige Konsuln erreichbar gewesen war. Während man daher das 3. Jahrhundert als „die große Zeit des römischen Ritterstandes“ (Géza Alföldy) bezeichnen kann, nahm seine Bedeutung im 4. Jahrhundert rasch ab, weil die meisten bis dahin ritterlichen Ämter nun senatorisch wurden, bis der equester ordo schließlich verschwand.